# Środowiskowy dom samopomocy

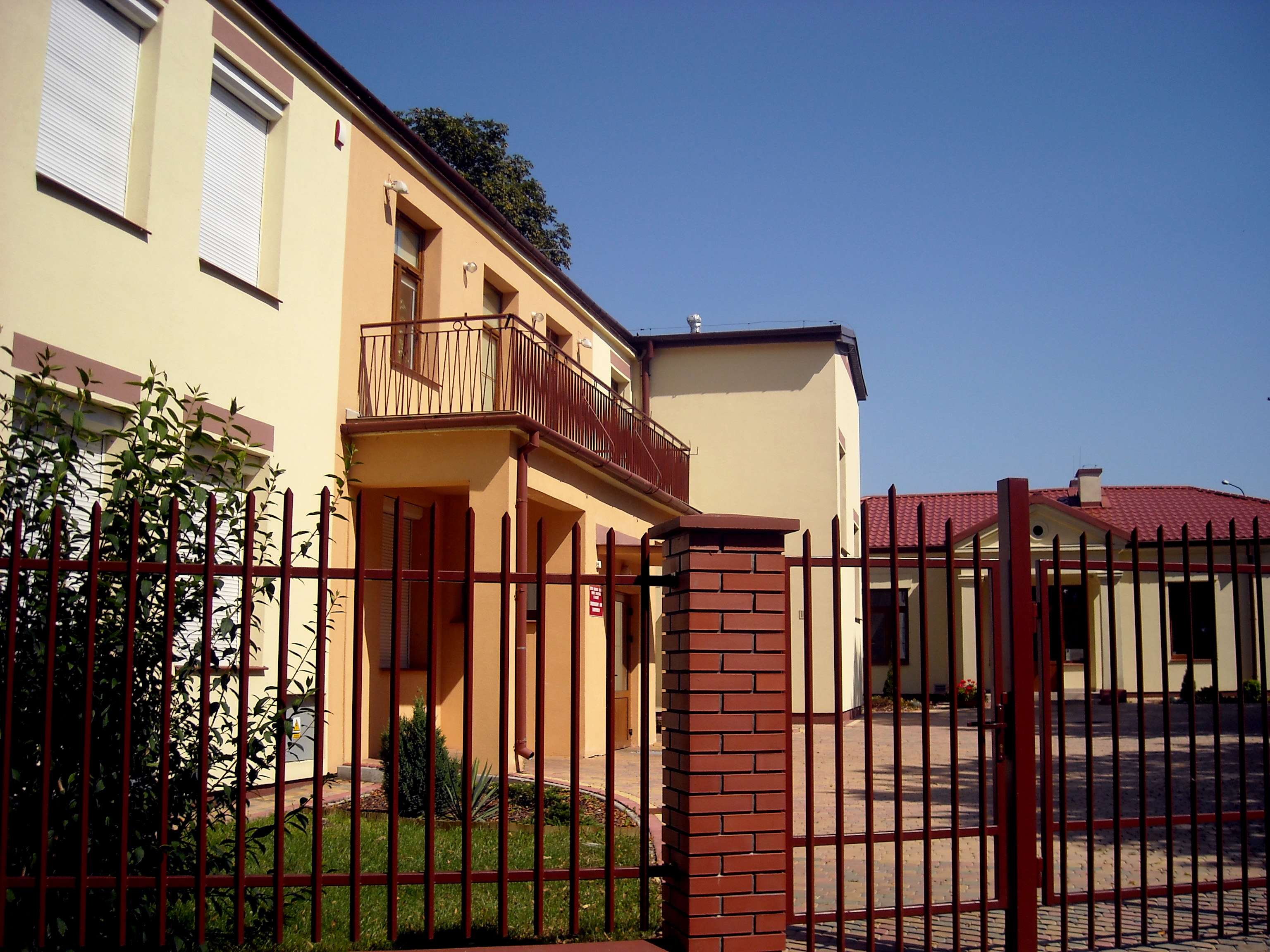
Środowiskowy Dom Samopomocy przy ul. Nałkowskich w lubelskiej dzielnicy Wrotków

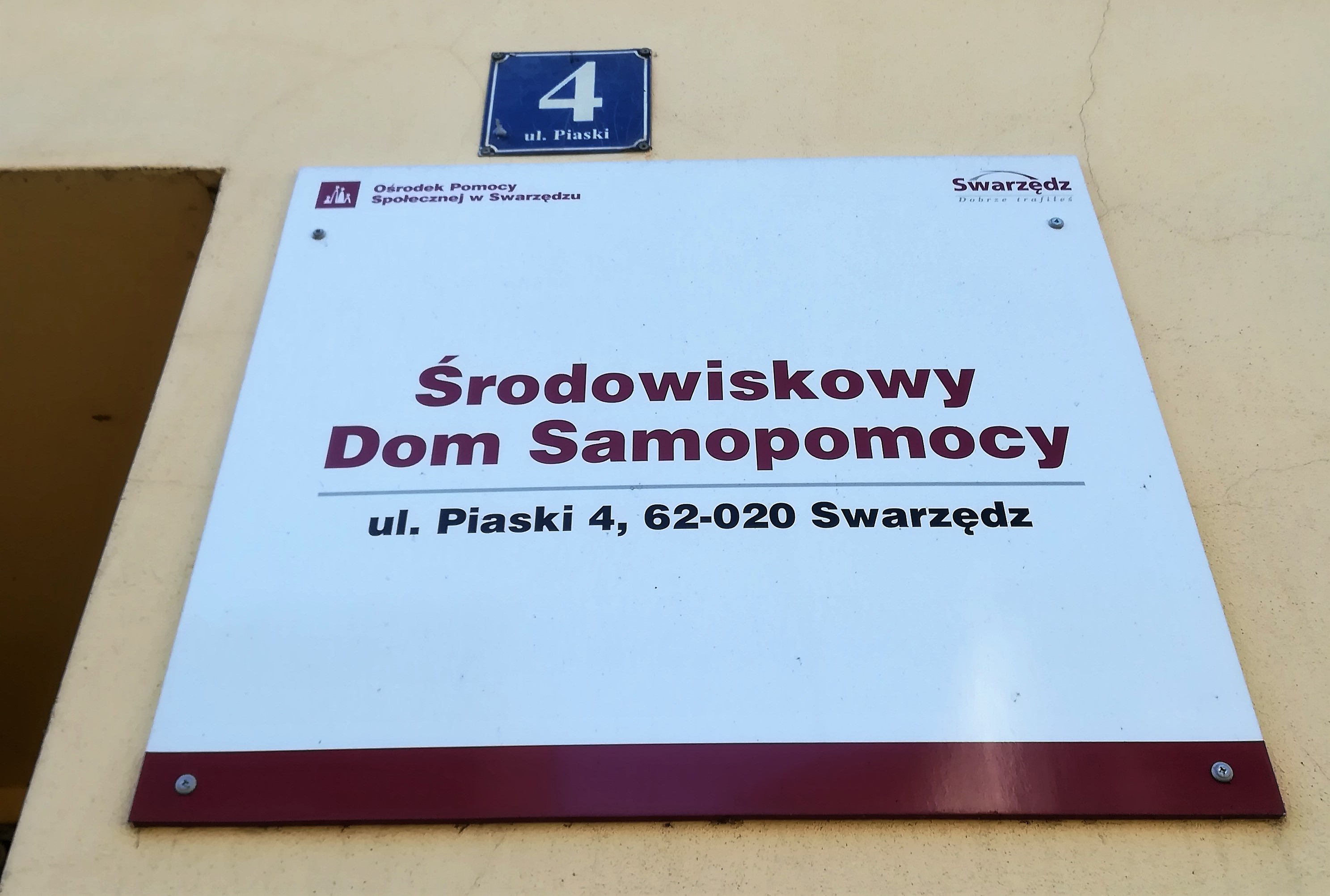
Oznakowanie domu w Swarzędzu

Środowiskowy dom samopomocy – jednostka organizacyjna resortu pomocy społecznej, działająca na zasadach zadania zleconego samorządom, fundacjom, stowarzyszeniom. 
Obok dziennych domów pomocy, domów dla samotnych matek i kobiet w ciąży, schroniska i domu dla bezdomnych, środowiskowe domy samopomocy są przykładem ośrodków wsparcia.

## Zadania
Do zadań ŚDS-ów należy budowanie sieci oparcia społecznego, przygotowanie do życia w społeczeństwie i funkcjonowania w środowisku:
- osób przewlekle psychicznie chorych (typ A domu)
- niepełnosprawnych intelektualnie (typ B domu)
- przejawiających inne zaburzenia czynności psychicznych (typ C domu)
- osób z zaburzeniami ze spektrum autyzmu oraz z niepełnosprawnościami sprzężonymi (typ D domu)[2].

Rozróżnia się całodobowe oraz dzienne środowiskowe domy samopomocy. Całodobowe świadczą dwudziestoczterogodzinną usługę okresowego pobytu w ośrodku. Dzienne środowiskowe domy samopomocy funkcjonują przez 8 godzin w ciągu dnia (od poniedziałku do piątku), gdzie przez co najmniej 6 godzin prowadzona jest rewalidacja, rehabilitacja oraz inne zajęcia terapeutyczne. W przypadku całodobowych ośrodków, podopieczny przez co najmniej 10 godzin w ciągu doby ma czas wolny, w tym przeznaczony na sen.

## Kadra ŚDS
Osobą odpowiedzialną za całościowe funkcjonowanie środowiskowego domu samopomocy jest kierownik. Kierownik opracowuje pełną dokumentację wewnętrzną, stanowiącą podstawę funkcjonowania jednostki oraz przedstawia ją organom prowadzącym (np. wojewodzie). Ponadto środowiskowe domy samopomocy zatrudniają pracowników (zespół wspierający-aktywizujący) na następujących stanowiskach: psycholog, pedagog/pedagog specjalny, pracownik socjalny, terapeuta zajęciowy, instruktor terapii zajęciowej, asystent osoby niepełnosprawnej oraz innych specjalistów, zależnie od rodzaju i charakteru świadczonych przez ośrodek usług.

## Dokumenty wewnętrzne będące podstawą funkcjonowania ŚDS
Środowiskowe domy samopomocy funkcjonują na podstawie sporządzonej niezbędnej dokumentacji wewnętrznej domu, zatwierdzonej przez organ prowadzący jednostkę. Należą do nich: statut domu, regulamin wewnętrzny, program działalności domu oraz roczny plan pracy. Za ich sporządzenie odpowiada kierownik placówki.

## Podstawy prawne funkcjonowania ŚDS
- Rozporządzenie Ministra Pracy i Polityki Społecznej z dnia 9 grudnia 2010 r. w sprawie środowiskowych domów samopomocy[8]
- Ustawa o pomocy społecznej[9]
- Ustawa o ochronie zdrowia psychicznego[10]